# Pazardzjik

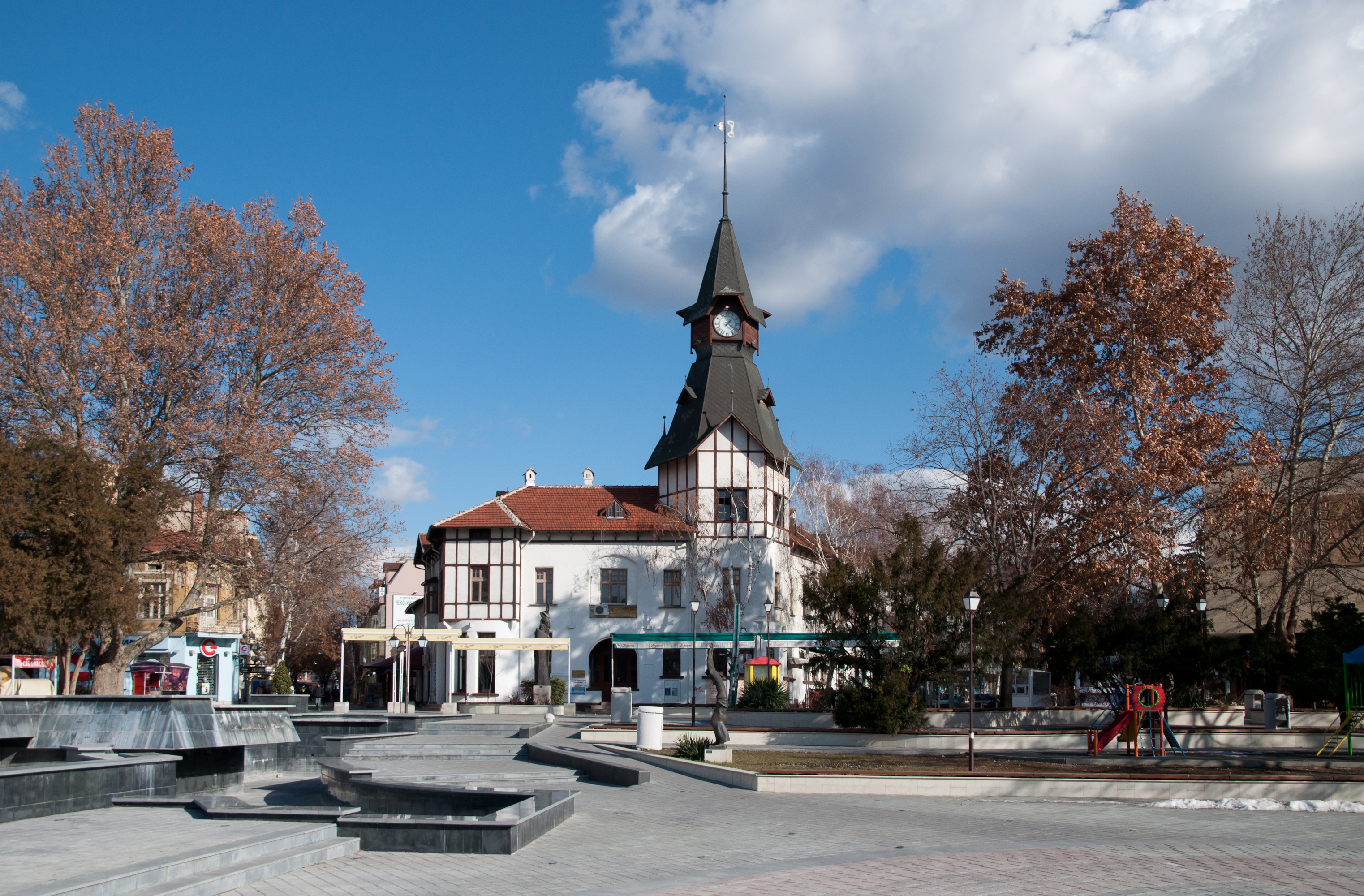
Centrum

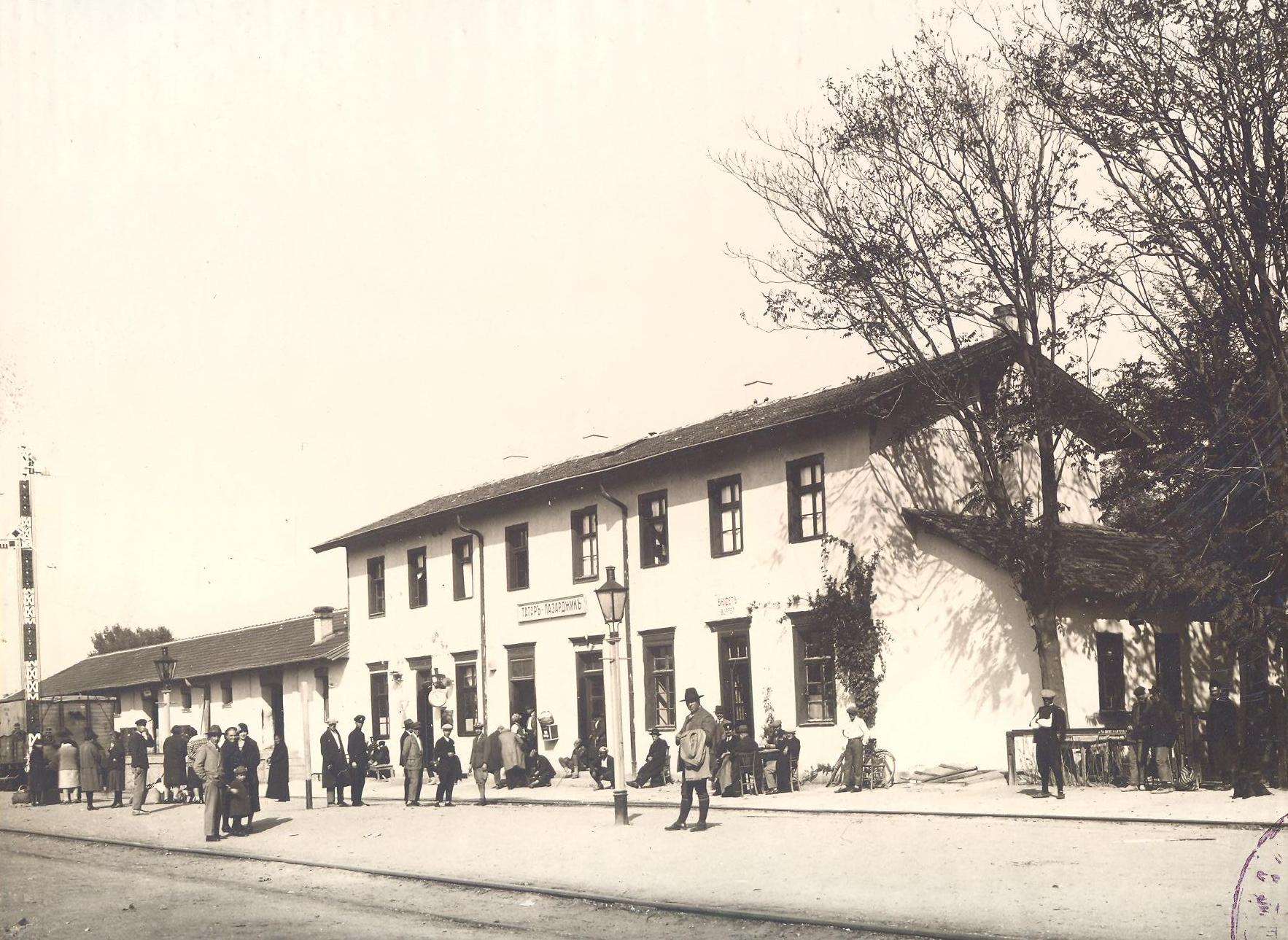
Järnvägsstation, 1928

Pazardzjik är en stad i kommunen Obsjtina Pazardzjik i Bulgarien och huvudstad i oblasten med samma namn.

## Historia
Staden grundades av tatarerna år 1485. Under de följande seklen fortsatte staden att utvecklas och stärkte sin ställning. Handeln med järn, läder och ris blomstrade. Staden imponerade på besökarna med de vackra husen och rena gator.  Pazardijk var en småstad i början av 1800-talet, men blev administrativt centrum för området i slutet av seklet, och förblev så tills området överfördes från Turkiet till Bulgarien.
Greve Nikolaj Kamenskijs ryska trupper höll staden under en kortvarig belägring 1810. Senast i mitten av 1800-talet var Pazardjik ett stort och viktigt centrum för skrån och handel, med en befolkning som uppgick till 25 000 människor. Det fanns två stora utställningar om året och en stor marknad på tisdagarna och onsdagarna. Det fanns postkontor med telegraf.
År 1837 byggdes Kristus moder-kyrkan, ett viktigt nationellt minnesmärke, berömt för arkitekturen och träsnideriarbetet. I mitten av 1800-talet blev Pazardjik ett viktigt kulturellt centrum: en skola öppnades 1847, en skola för flickor 1848, ett samhällscentrum 1868. Kvinnoorganisationen Prosveta startade här 1870.
Under rysk-turkiska kriget 1877-1878, som ledde till bulgarisk autonomi, brändes staden av retirerande turkiska trupper. Tack vare general Josif Gurkos pluton kom den i bulgariska händer den 2 januari 1878.

## Sport
Volleybollklubben VK Chebăr, som blivit bulgariska mästare två gånger, kommer från staden.